# Satyrus tripunctata
Satyrus tripunctata är en fjärilsart som beskrevs av Ramon Agenjo Cecilia 1963. Satyrus tripunctata ingår i släktet Satyrus och familjen praktfjärilar. Inga underarter finns listade.